# Viehdorf
Viehdorf osztrák község Alsó-Ausztria Amstetteni járásában. 2023 januárjában 1370 lakosa volt. 

## Elhelyezkedése

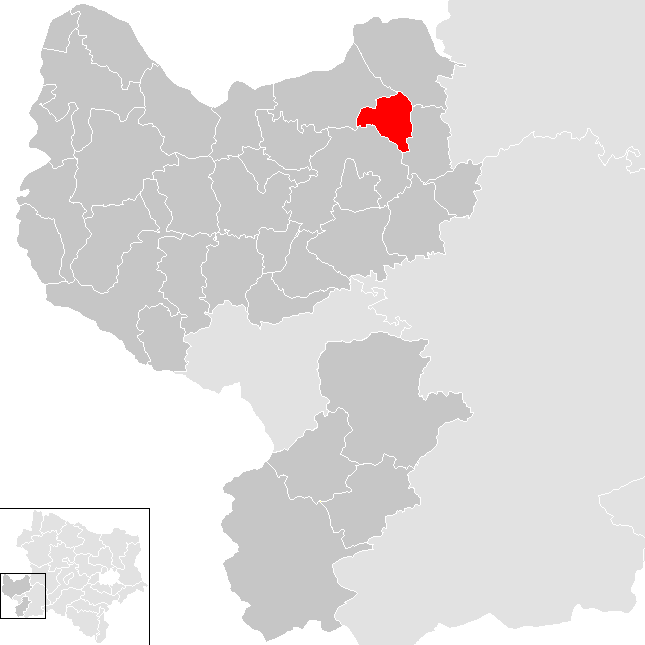
Viehdorf az Amstetteni járásban

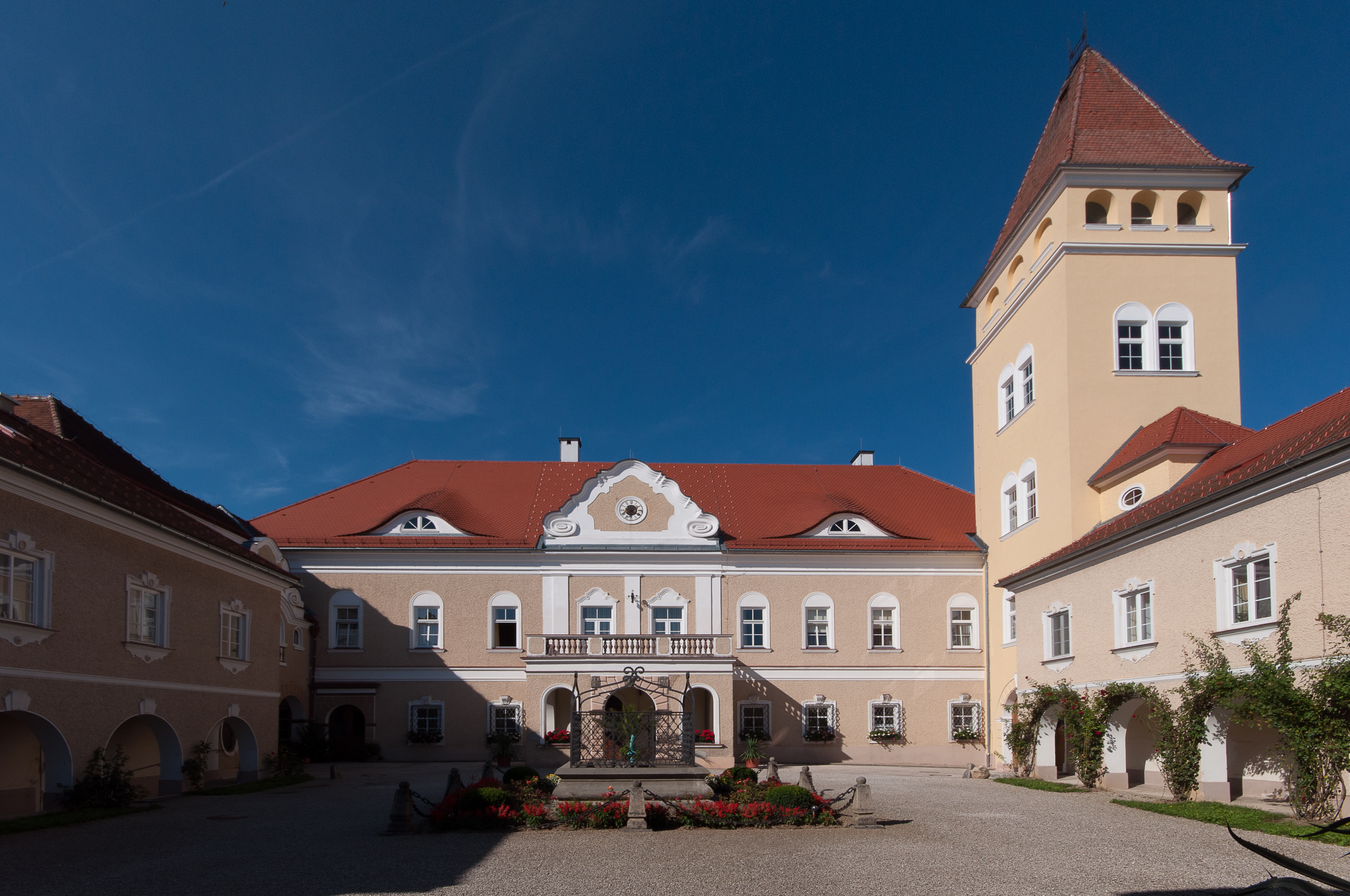
A hainstetteni kastély

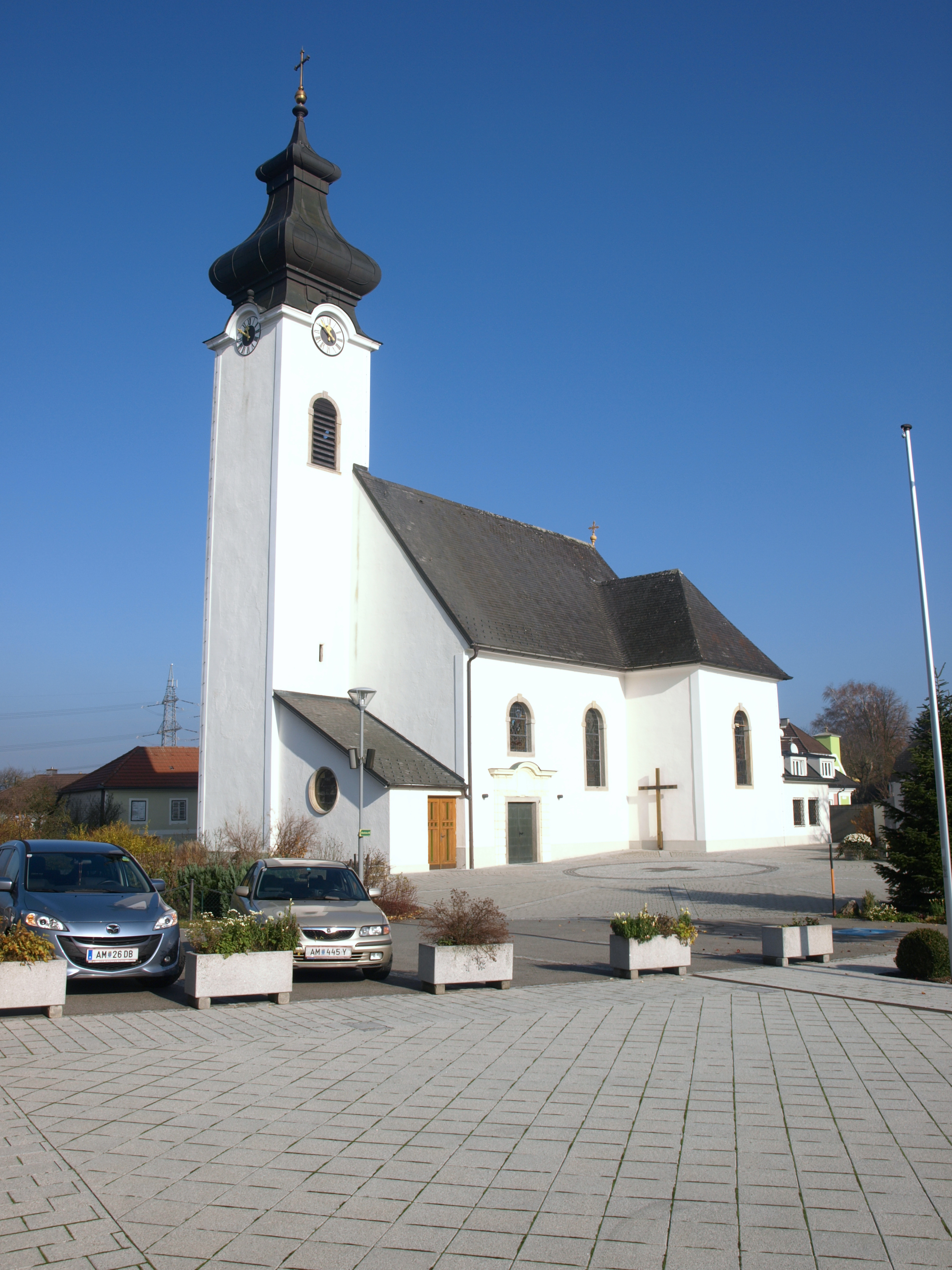
A Szt. Péter és Pál-plébániatemplom

Viehdorf a tartomány Mostviertel régiójában fekszik az Elő-Alpok dombságán. Területe északkelet felé enyhén lejt, délkelet felé pedig meredeken emelkedik az Ybbsfeld felé. Legfontosabb folyóvizei a Seisenegger Bach (amely északkeleten a község határát is képezi) és a Holzbauernbach (Altbach). Területének 17,3%-a erdő, 71,9% áll mezőgazdasági művelés alatt. Az önkormányzat 3 települést egyesít: Hainstetten (401 lakos 2023-ban), Seisenegg (308 lakos) és Viehdorf (661 lakos).
A környező önkormányzatok: északra Neustadtl an der Donau, délkeletre Sankt Georgen am Ybbsfelde, délre Amstetten, északnyugatra Ardagger.

## Története
Viehdorf területe már talán a római időktől, de a középkorban már bizonyosan fontos kereskedelmi és katonai utak csomópontja volt. A kereszteződésnél, a mai Viehdorf településen  feküdt az Ennsfeld nemzetség erődítménye. A lovagi Viehdorf családot 1128-ban említik először, de a família 1500 körül kihalt. 1600 körül Viehdorf és a seiseneggi kastély a protestantizmus fontos helyi fellegvárává vált, a faluban csak 1775-ben jött létre ismét a katolikus egyházközség. A kastély 1303 és 1483 között a Walsee családé volt. Tekintélyes birtokosai és jó fekvése miatt jelentősége nagy volt. 1848-ig járásbíróság is működött benne. A hainstetteni reneszánsz kastély történelme során gyakran cserélt gazdát, ma egyházi kézben van. 

## Lakosság
A viehdorfi önkormányzat területén 2023 januárjában 1370 fő élt. A lakosságszám 2011 óta gyarapodó tendenciát mutat. 2021-ben az ittlakók 95,8%-a volt osztrák állampolgár; a külföldiek közül 0,7% a régi (2004 előtti), 2,3% az új EU-tagállamokból érkezett. 0,1% az egykori Jugoszlávia (Szlovénia és Horvátország nélkül) vagy Törökország, 1,2% pedig egyéb ország polgára volt. 2001-ben a lakosok 96,4%-a római katolikusnak, 0,7% evangélikusnak, 0,2% ortodoxnak, 0,8% mohamedánnak, 1,8% pedig felekezeten kívülinek vallotta magát. Ugyanekkor 2 magyar élt a községben; a legnagyobb nemzetiségi csoportot a németek (97,3%) mellett a szerbek alkották 5 fővel (0,4%).
A népesség változása:

| 2016 | 1 364 |
| 2018 | 1 372 |

## Látnivalók
- a seiseneggi kastély
- a hainstetteni kastély
- a Szt. Péter és Pál-plébániatemplom

## Fordítás
- Ez a szócikk részben vagy egészben  a   Viehdorf című német Wikipédia-szócikk ezen változatának fordításán alapul.  Az eredeti cikk szerkesztőit annak laptörténete sorolja fel. Ez a jelzés csupán a megfogalmazás eredetét és a szerzői jogokat jelzi, nem szolgál a cikkben szereplő információk forrásmegjelöléseként.